# Boeing XP-15
El Boeing XP-15 fue un prototipo de caza estadounidense, el segundo monoplano en ser designado como modelo de persecución, después del Boeing XP-9.

## Diseño y desarrollo
Este avión era esencialmente una versión monoplano del Boeing P-12, diferenciándose en que tenía suprimida el ala inferior y en que era de construcción totalmente metálica, además de tener alerones modificados. El XP-15 tenía un tren de aterrizaje de eje partido y rueda de cola.
Boeing designó el aparato como su Model 202; aunque el Ejército de los Estados Unidos lo aceptó para realizar pruebas y lo designó como XP-15, finalmente nunca lo compró, y retuvo su matrícula civil X-270V.

## Historia operacional
El XP-15 voló por primera vez en enero de 1930, cuando se descubrió que el estabilizador vertical (un modelo del P-12C) necesitaba ser mayor para compensar el ala única. Las pruebas iniciales mostraron una velocidad máxima de 286,46 km/h, pero con superficies de cola mayores y una cubierta Townend, alcanzó 305,78 km/h a 2438,4 m (8000 pies). El avión se comportó pobremente, con un régimen de ascenso pobre y una alta velocidad de aterrizaje. El USAAC no ordenó producir el avión, y el 7 de febrero de 1931 el prototipo resultó destruido cuando falló una pala de la hélice y el motor se arrancó de sus soportes.
Se ofreció a la Armada el similar Model 205. Voló por primera vez en febrero de 1930. Fue ordenado por la Armada estadounidense, pero por la época en que las pruebas de vuelo se completaron en 1932, se ordenaron otros aviones en su lugar. Sin embargo, fue el primer monoplano diseñado en recibir una designación de la Armada estadounidense, XF5B-1, siguiendo al Wright WP-1 de diseño alemán, de 1923.

## Variantes
XP-15 (Model 202)
Caza monoplano de ala en parasol, uno construido.
XF5B-1 (Model 205)
Versión para la Armada estadounidense, uno construido.

## Operadores
Estados Unidos

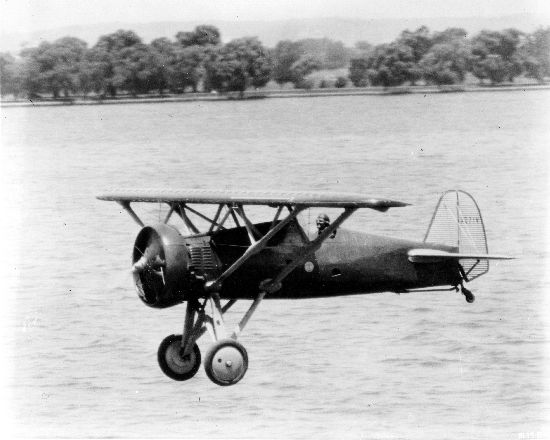
El XF5B-1.

- Cuerpo Aéreo del Ejército de los Estados Unidos.
- Armada de los Estados Unidos.

## Especificaciones
Referencia datos: Angelucci 1987, pp. 81–82.

### Características generales
- Tripulación: Uno (piloto)
- Longitud: 6,4 m (21 ft)
- Envergadura: 9,3 m (30,5 ft)
- Altura: 2,8 m (9,3 ft)
- Superficie alar: 14,6 m² (157,3 ft²)
- Peso vacío: 931 kg (2051,9 lb)
- Peso cargado: 1246 kg (2746,2 lb)
- Planta motriz: 1× motor radial de nueve cilindros refrigerado por aire Pratt & Whitney SR-1340D.
  - Potencia: 391 kW (539 HP; 532 CV)

### Rendimiento
- Velocidad máxima operativa (Vno): 306 km/h (190 MPH; 165 kt)
- Velocidad crucero (Vc): 257 km/h (160 MPH; 139 kt)
- Alcance: 676 km (365 nmi; 420 mi)
- Techo de vuelo: 8428 m (27 651 ft)
- Régimen de ascenso: 9,2 m/s (1801 ft/min)

### Armamento
- Ametralladoras: 

  - 2 de 7,62 mm

## Aeronaves relacionadas

### Desarrollos relacionados
- Boeing P-12

### Secuencias de designación
- Secuencia Numérica (interna de Boeing): ← 101 - 102 - 200 - 202 - 203 - 204 - 205 - 214 - 215 - 218 →
- Secuencia P-_ (Cazas (Pursuit) del USAAC/USAAF/USAF, 1924-1962): ← P-12 - XP-13 - XP-14 - XP-15 - P-16 - P-17 - XP-18 →
- Secuencia F_B (Cazas de la Armada estadounidense, 1922-1962 (Boeing, 1923-1962)): ← F2B - F3B - F4B - F5B - F6B - F7B - F8B